# Hoplia nebulosa
Hoplia nebulosa är en skalbaggsart som beskrevs av Leon Fairmaire 1889. Hoplia nebulosa ingår i släktet Hoplia och familjen Melolonthidae. Inga underarter finns listade i Catalogue of Life.